# Eske Bockelmann
Eske Bockelmann (* 17. Januar 1957 in Friedrichshafen, Bundesrepublik Deutschland) ist ein deutscher Lehrer und Autor.

## Leben
Bockelmann studierte klassische Philologie und Germanistik. Später war er als Dramaturg am Nationaltheater Mannheim sowie in verschiedenen Funktionen an den Universitäten München (an der er promoviert wurde), Würzburg und Marburg (hier an der Forschungsstelle Georg Büchner) tätig. Zurzeit lebt er in Chemnitz und lehrt an der Technischen Universität Chemnitz als Sprachdozent für Altgriechisch. Bis 2023 war er zusätzlich Lehrer am Karl-Schmidt-Rottluff-Gymnasium für Latein.
Jedes Semester stellen die beiden Philologen Eske Bockelmann und Burkhard Müller in einer thematischen Lesereihe im Chemnitzer Weltecho (früher Voxxx) drei bis vier Autoren mit bestimmten Werken vor. Das Programm wird später im Radio T ausgestrahlt.

## Schriften

### Bücher
- Die Metrikvorlesung des Frühhumanisten Peter Luder. Kaiser, Bamberg 1984, ISBN 978-3-921834-14-5 (Herausgeber)
- Propädeutik einer endlich gültigen Theorie von den deutschen Versen. Niemeyer, Tübingen 1991, ISBN 3-484-22050-3.
- Im Takt des Geldes. Zur Genese modernen Denkens. Zu Klampen, Springe 2004, ISBN 3-934920-37-3.
- Das Geld. Was es ist, das uns beherrscht. Matthes & Seitz, Berlin 2020, ISBN 978-3-95757-846-4.

### Beiträge
- Wie kommt die Welt nur weg vom Geld? In: Streifzüge 64/2015
- Synthesis am Geld: Natur der Neuzeit. Eine Antwort auf Sohn-Rethels Frage nach dem Zusammenhang von Warenform und Denkform. In: EXIT! Krise und Kritik der Warengesellschaft, Nr. 5, 2008.
- … aber noch eigentlicher warst du ein teuflischer Mensch! Kafka 2. Teil. In: Streifzüge 42/2008
- Kafka 1. Teil. In: Streifzüge 41/2007
- Abschaffung des Geldes. In: Rudolf Heinz, Jochen Hörisch (Hrsg.): Geld und Geltung. Zu Alfred Sohn-Rethels sozialistischer Erkenntnislehre. Königshausen & Neumann, Würzburg 2006. (erstmals in Streifzüge. Nr. 36, 2006)
- Das Hören nach dem Takt. Oder: Vom Rätsel angeborener Geschichte, In: Historische Anthropologie. Kultur – Gesellschaft – Alltag, Band 6. Heft 2 (August 1998)